# اونطور کونی
«اونطور کونی» (به انگلیسی: Ass Like That) آهنگی از رپر آمریکایی امینم است. این آهنگ در پنجمین آلبوم استودیویی او، دوباره‌خوانی، قرار داشت و به عنوان ششمین و آخرین تک‌آهنگ از این آلبوم در ژوئن ۲۰۰۵ منتشر شد.
از نظر موسیقایی، این آهنگ مختصه‌های موسیقی عربی و رپ را تلفیق می‌کند.